# Espluga petita del Congost

L'Espluga del Congost, respecte del terme d'Abella de la Conca

L'Espluga petita del Congost és una cavitat natural del terme d'Abella de la Conca, al Pallars Jussà, a prop de l'extrem oest del terme, limítrof amb Conca de Dalt (antic terme d'Hortoneda de la Conca), inclòs a l'Inventari del Patrimoni Arqueològic i Paleontològic de Catalunya.
Està situada al nord-nord-est de la masia de Cal Borrell, al nord-est de la Pedra Ficada, en un coster en el marge esquerre del fons del congost. A uns tres metres de distància hi ha l'Espluga del Congost. Pertany a la partida d'Ordins.
Es tracta d'una cova natural amb restes de l'edat del bronze, sense estructures d'habitacions.

## Etimologia
Segons Joan Coromines, el topònim Esplugues procedeix del mot comú llatí speluncas (coves o baumes). La segona part del topònim, del Congost, denota la relació de proximitat amb el lloc anomenat el Congost.

## Descripció de la cova
Té una boca ampla, però més petita que la seva veïna, l'Espluga del Congost: fa 17 metres d'amplària per 2,5 d'alçada; rere seu s'obre una galeria que discorre d'est a oest i va baixant a través d'una acumulació de blocs despresos; a poc a poc va reduint les seves dimensions, i a la part final gira cap al nord, i es va enxiquint encara més, fins a fer-se impossible de continuar endavant.